# Guillermo Cabrera Infante
Pour les articles homonymes, voir Cabrera et Infante.
Œuvres principales
Trois tristes tigres
Guillermo Cabrera Infante, né le 22 avril 1929 à Gibara à Cuba et décédé le 21 février 2005  à Londres au Royaume-Uni (d'une septicémie), est un écrivain cubain.
Cabrera Infante a également travaillé pour le cinéma, ayant notamment écrit le scénario du film culte Point limite zéro sous le pseudonyme Guillermo Cain.
Il a reçu en 1997 le prix Cervantes pour l'ensemble de son œuvre.

## Biographie
Guillermo Cabrera Infante commence sa carrière dans la littérature en 1947, en arrêtant ses études et commençant à publier ses textes dans le journal[Lequel ?]. Il fonde la cinémathèque de Cuba en 1951, et dirige de 1954 à 1950 la revue de cinéma Carteles.
Dans les années 1960, il rejette le régime de Castro et s'installe définitivement à Londres, tout en continuant ses activités littéraires. Il reçoit en 1997 le prix Cervantes, le plus prestigieux prix littéraire de langue espagnole.
En 1983, Guillermo Cabrera Infante témoigne, aux côtés d'intellectuels cubains en exil, dans le film documentaire Mauvaise conduite concernant la réalité des unités militaires d'aide à la production mises en place par le régime castriste pour enfermer les Cubains qualifiés d'asociaux.

## Œuvres

### Œuvres publiées en espagnol
Romans
- Très tristes tigres, roman, Seix Barral, Barcelone, 1965 (nouvelle version en 1967)
- La Habana para un infante difunto, roman, Seix Barral, Barcelone, 1979 (titre en écho à la pièce pour piano de Maurice Ravel : Pavane pour une infante défunte, 1899, 1910).

Contes
- Así en la paz como en la guerra, Ediciones R, La Havane, 1960Inclut : Un rato de tenmeallá, Las puertas se abren a las tres, Balada de plomo y yerro, Resaca, Josefina, atiende a los señores, Un nido de gorriones en un toldo, Mar, mar, enemigo, La mosca en el vaso de leche, En el gran ecbó, Cuando se estudia gramática, Jazz, Abril es el mes más cruel, Ostras interrogadas et El día que terminó mi niñez.
- Vista del amanecer en el trópico, Seix Barral, Barcelone, 1974
- Delito por bailar el chachachá, Alfaguara, Madrid, 1995Inclut : En el gran ecbó, Una mujer que se ahoga et Delito por bailar el chachacha.
- Todo está hecho con espejos: cuentos casi completos, Alfaguara, 1999Inclut : Mi personaje inolvidable, La voz de la tortuga, Josefina, atiende los señores, Visita de cumplido, Oceanía, Cuando leyendo a Catalina Ana Portera sobre la gran Gertrudis Piedra, Un día de ira, Darle vueltas a una ceiba, La duración del tiempo, Madre no hay más que una, Historia de un bastón y algunos reparos de Mrs. Campbell, Muerte de un autómata, Delito por bailar el chachachá, Listas, El fantasma del Cine Essoldo, Un jefe salvado de las aguas et La soprano vienesa.

Critiques de cinéma
- Un oficio del siglo XX, Ediciones R, La Havane, 1963
- Arcadia todas las noches, Seix Barral, Barcelone, 1978
- Cine o sardina, Alfaguara, Madrid, 1997

Essais
- Holy Smoke (écrit en anglais), Faber, London y Harper & Row, New York, 1985Version espagnole publiée en 2000 sous le titre Puro humo, Alfaguara, Madrid.

Autres
- O, Seix Barral, Barcelone, 1975
- Exorcismos de esti(l)o, Seix Barral, Barcelone, 1976
- Mea Cuba, Alfaguara, Madrid, 1992 et Vuelta, México, 1993
- Mi música extremada, Espasa Calpe, Madrid, 1996
- Vidas para leerlas, Alfaguara, Madrid, 1998
- El libro de las ciudades, Alfaguara, Madrid, 1999

Anthologies
- Ella cantaba boleros, Alfaguara, Madrid, 1996Inclut des fragments de romans publiés de façon indépendante, selon des recommandations de ses amis Mario Vargas Llosa et Javier Marias.
- Infantería, Fondo de Cultura Económica, México, 1999

Éditions posthumes
- La ninfa inconstante, roman, Círculo de Lectores-Galaxia Gutenberg, Barcelone, 2008
- Habanidades, Obras completas, Vol. III, Círculo de Lectores-Galaxia Gutenberg, Barcelone, 2008
- Cuerpos divinos, Mémoires, Círculo de Lectores-Galaxia Gutenberg, Barcelone, 2010
- Mapa dibujado por un espía, Mémoires, Círculo de Lectores-Galaxia Gutenberg, Barcelone, 2013
- Obras completas, I. El cronista de cine. Vol 1, critiques de cinéma, Círculo de Lectores-Galaxia Gutenberg, Barcelone, 2012
- Mea Cuba, antes y después, essai politique, Círculo de Lectores-Galaxia Gutenberg, Barcelone, 2015

### Œuvres traduites en français
- Dans la paix comme dans la guerre (1960) (Así en la paz como en la guerra), nouvelles, trad Robert Marrast, 1962
- Trois tristes tigres (1967) (Tres tristes tigres), roman, trad Albert Bensoussan, Du monde entier, Gallimard, 1970, prix du Meilleur livre étranger (1970)
- Premières lueurs du jour sous les tropiques (1974) (Vista del amanecer en el trópico), roman, trad Alexandra Carrasco
- Orbis oscillantis (1975) (O), récits et essais
- La Havane pour un Infante défunt (1979) (La Habana para un infante difunto), trad Anny Amberni
- Holy Smoke (1986), texte écrit en anglais
- Coupable d’avoir dansé le cha-cha-cha (1995) (Delito por bailar el chachachá), nouvelles, trad Albert Bensoussan, Robert Marrast et Jean-Marie Saint-Lu, Gallimard, 1999
- Le Miroir qui parle (1999) (Todo está hecho con espejos. Contos casi completos), nouvelles, trad Albert Bensoussan